# Abraham Mignon
Abraham Mignon (* 21. Juni 1640 in Frankfurt am Main; † 27. März 1679 in Utrecht) war ein deutsch-niederländischer Maler.

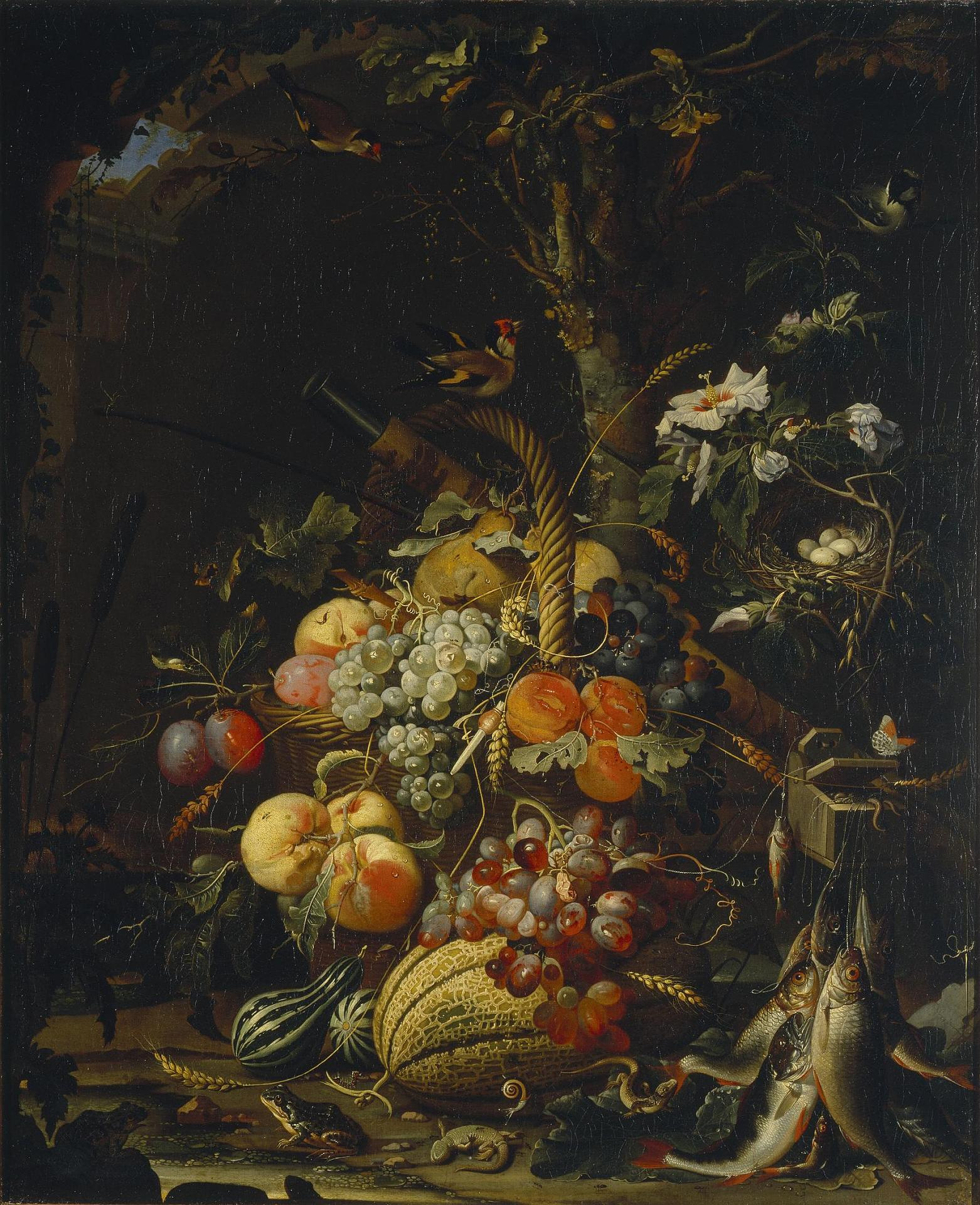
Früchtestillleben von Abraham Mignon (um 1650) Öl auf Leinwand, 89 × 70 cm. Eremitage, St. Petersburg

## Leben
Sein Vater, ein Kaufmann, brachte ihn schon mit 9 Jahren bei dem Stilllebenmaler Jacob Marrel in Obhut, der ihn dann 1664 mit nach Holland nahm. In Utrecht wurden beide ab 1669 in die St.-Lukas-Gilde, eine Malervereinigung, aufgenommen. Mignon arbeitete dann bis 1672 als Assistent in der Werkstatt des Stillleben-Spezialisten Jan Davidszoon de Heem, der ihn in seiner Malweise stark beeinflusst hatte, und ihm aber mit seinen opulent aufgebauten Arrangements von Blumen in detailreicher Schilderung mit prächtiger Farbgebung aus einem dunklen Hintergrund heraus einen eigenen, unverkennbar Stil zusicherte.
1675 heiratete er die Tochter des Malers Cornelis Willaerts († 1666), mit der er 1676 nach Frankfurt zurückkehrte. Dort und in Wetzlar tätig, unterrichtete er unter anderem Maria Sibylla Merian.

## Werk
Mignons Werk beinhaltet ausschließlich Stillleben, die Motive mit Blumen, Früchten und Vögeln u. a. zeigen. Stilistisch sind seine Werke durch die Brillanz ihrer Farben und opulent gestaltete Arrangements gekennzeichnet. Ein häufig verwendeter Bildaufbau komponiert eine weiße oder rote Rose in die Bildmitte vor einem dunklen Hintergrund, um die er dann seine floralen Sujets rankt, oft auch mit Kleintieren (Eichkätzchen, Vögel, Fische, Insekten) durchsetzt. Es wird nicht nur möglichst detailgetreue Wiedergabe in einem stimmungsvollen Licht angestrebt, sondern das Bild verweist auch auf die Vergänglichkeit aller irdischen Pracht („Vanitas“).

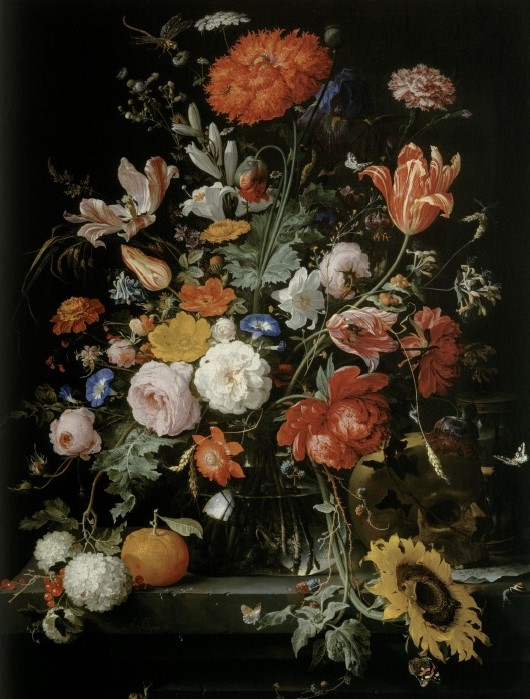
Abraham Mignon, Blumen mit Schädel und Sanduhr.
(Privatsammlung)

Seine Malerei war am Sächsischen Hof unter August II. zur damaligen Zeit hoch geschätzt, was erklärt, warum einige seiner Werke bis heute in der Gemäldegalerie Alte Meister in Dresden zu bewundern sind. Auch das französische Königshaus unter Ludwig XIV. gehörte zu seiner Kundschaft, das einige seiner Meisterwerke orderte, was für den Bekanntheitsgrad des Malers spricht. Mignons meisterlich gemalte Blumenarrangements sind fast in allen größeren europäischen Sammlungen vertreten, besonders aber im Rijksmuseum Amsterdam und gehören zu den damals wie heute beliebten und auf dem Kunstmarkt sehr gefragten Blumen-, Früchte- und Geflügelmalereien des 17. Jahrhunderts.